# The Kitahama
The Kitahama (北浜タワー)  est un gratte-ciel résidentiel de 209 mètres de hauteur construit au Japon à Osaka, dans l'arrondissement Chuo-ku, de 2006 à 2009, comprenant 484 logements.
En 2023, c'était le quatrième plus haut immeuble de l'agglomération d'Osaka et le plus haut immeuble résidentiel du Japon.
L'immeuble a été conçu par les sociétés Mitsubishi Jijo Sekkei, Hasegawa Corporation, Nihon Sekkei (ja), et Kajima Corporation.
La surface de plancher de l'immeuble est de 80 000 m2.